# 32 a.C.
32 a.C. foi um ano bissexto do século I a.C. que durou 366 dias. De acordo com o Calendário Juliano, o ano teve início num domingo e terminou a uma segunda-feira. as suas letras dominicais foram A e G.
| Ano completo                       |
| ---------------------------------- |
| Ano bissexto com início ao domingo |

## Eventos
- 187a olimpíada: Aristo de Túrio, vencedor do estádio. Ele também havia vencido na 185a olimpíada.[1]
- Cneu Domício Enobarbo e Caio Sósio Nepos, cônsules romanos.[2][3][Nota 1]
- Após acusações recíprocas feitas no senado romano, Marco Antônio rompe com Otaviano, e se divorcia de Otávia, irmã de Otaviano.[4]
- Otávia, expulsa de casa, leva todos filhos que Antônio teve com Fúlvia, exceto o mais velho, que ficou com o pai.[4]
- Cleópatra influencia Antônio, para que este ordene a Herodes que ataque a Arábia. Os planos de Cleópatra eram que, se Herodes fosse vitorioso, ela ganharia a Arábia, e se Herodes fosse derrotado, ela ganharia a Judeia.[4]
- Herodes derrota os árabes em Dióspolis.[4]
- Os dois cônsules, Domício e Sósio, se mostram a favor de Antônio, com Sósio fazendo declarações a favor de Antônio, porém depois eles mudam de lado e passam a apoiar Otaviano.[5]
- O testamento de Marco Antônio, que havia sido confiado à guarda das virgens vestais, é tomado à força por Otaviano. Ele lê o testamento em público, que fica ciente de que Cesarião era filho de Júlio César e Cleópatra. Pelo testamento, os filhos de Antônio com Cleópatra são incluídos entre seus herdeiros. O público fica indignado, e acredita que, se Antônio tivesse o poder, entregaria Roma a Cleópatra e moveria o império para o Egito.[4][Nota 2]
- Otaviano declara guerra a Cleópatra, e retira o consulado do ano seguinte de Antônio. A estratégia de Otaviano, ao não declarar Antônio como inimigo, tinha o objetivo de não tornar também inimigos os aliados de Antônio. Otaviano vai ao templo de Belona e faz todos rituais que precedem uma guerra.[4][Nota 3]
- Otaviano e Antônio se preparam para a guerra[4] Antônio e Cleópatra se retiram para Éfeso, onde reúnem 800 navios, 200 dos quais fornecidos por Cleópatra.[5]
- Herodes derrota os árabes em Cana, na Celessíria, mas depois que Atênio, general de Cleópatra que detestava Herodes se une aos árabes, Herodes sofre uma derrota. Herodes passa a lutar contra os árabes a partir das montanhas.[4]
- Antônio planejava atacar a Itália, mas retorna ao Peloponeso, e passa o inverno em Patara.[4]